# Як Іванко-дурник по диво ходив
«Як Іванко-дурник по диво ходив» (рос. «Как Иванушка-дурачок за чудом ходил») — російський радянський художній фільм-казка, поставлений на Кіностудії «Ленфільм» в 1977 році режисером Надією Кошеверовою. 
Прем'єра фільму відбулася 24 жовтня 1977  року.

## Сюжет
Іванко-дурник зустрічає в лісі грабіжника. Після сутички з ним Іванко відносить мішок з награбованим до будинку господаря, купця Марка Петровича Багатого. Там він зустрічається з його дочкою Настею. Вони полюбили одне одного, але Марко Багатий не хоче їх шлюбу та посилає бабу Варвару отруїти Іванка. 
Настя передає Іванкові листа, в якому попереджає його про небезпеку. Бабі Варварі не вдається отруїти Іванка, вона розповідає Іванкові правду та пропонує таємно виїхати, а сама повертається і каже Маркові Багатому, що Іванко помер. Почувши це, Настя непритомніє та позбавляється почуттів. Лікарі кажуть, що допомогти їй може лише диво. Іванко йде по раду до Баби-Яги. Та радить йому піти до чарівника Лукомор'я. Іванко вирушає в дорогу. 
По дорозі у нього краде коня конокрад Федір, кажучи, що його перетворив на коня чаклун. Іванко дає конокрадові останні гроші, після чого Федір повертає йому коня. Перехитривши короля, Іванко проходить через тридев'яте королівство. Він рятує Лукомор'я від розчарування в людях, а той дає Іванкові чарівну дошку, грифель та підкови. 
Тим часом Настю намагається вилікувати шарлатан Алі-Баба Евстюгнеїв. За допомогою чарівної дошки Іванкові вдається зцілити Настю. 

## У ролях
- Олег Даль — Іванко-дурник
- Олена Проклова — Настенька, донька Марка Багатого
- Михайло Глузський — Марко Петрович Багатий, злий і підступний купець
- Тетяна Пельтцер — баба Варвара
- Володимир Етуш — російський факір та вихованець тибетських халдеїв Алі-Баба Евстюгнеїв
- Андрій Попов — Лукомор'я Лукоморич, недовірливий чарівник
- Олександр Беніаминов — Лука
- Марія Барабанова — Баба-Яга
- Ігор Дмитрієв — Король
- Михайло Боярський — Федір Іванович, конокрад
- Сергій Филипов — заморський лікар

## В епізодах
- Борис Аракелов — грабіжник
- Олександр Афанасьєв — слуга
- Геннадій Дюдя — Василь, помічник конокрада
- Анатолій Королькевич — генерал при дворі Короля
- Ольга Малоземова — придворна при дворі Марко Багатого
- Жанна Сухопольская — придворна при дворі Марка Багатого
- Людмила Старицин — придворна при дворі Марка Багатого
- Олег Хроменков — кухар
- В. Зайцев, Роман Фертман, Анатолій Ходюшин, В. Шунтів
- Любов Тищенко — придворна при дворі Марка Багатого

## Знімальна група
- Сценарій — Михайло Вольпін
- Постановка — Надії Кошеверової
- Головний оператор — Едуард Розовський
- Художники — Марина Азізян, Володимир Костін
- Композитор — Моїсей Вайнберг
- Звукооператор — Семен Шумячер
- Режисер — Анна Тубеншляк
- Оператор — С. Палаців
- Текст пісень — Михайла Вольпіна
- Балетмейстер — Святослав Кузнецов
- Монтажер — Валентина Миронова
- Редактор — Олександр Безсмертний
- Художники по костюмах — Н. Абдулаєва, В. Могилянська
- Художник-декоратор — З. Ракитянська
- Художник-гример — М. Еранцева
- Художник-фотограф — А. Загер
- Асистенти оператора — Н. Корозін, Т. Плюсніна
- Асистент з монтажу — Е. Кареліна
- Майстер по світу — В. Наумов
- Стажери-режисери — А. Гиндіна, І. Мілютенко
- Асистент режисера — Н. Васильєва
- Помічники режисера — А. Морозова, Ю. Серов
- Комбіновані зйомки:
Оператори — Михайло Шамкович, Ю. Дудов
Художник  — Л. Пагорбів
- Оперно-симфонічний оркестр Ленінградської консерваторії
Диригент — Юрій Серебряков
- Адміністративна група — Р. Берая, Р. Вольман, Е. Дихнова, Н. Сеславин
- Директор картини — А. Кульбицький
- Фільм знято на плівці виробничого об'єднання «Свема»

## Технічне
- Виробництво: Ленфільм
- Художній фільм, односерійний, широкоформатний, кольоровий